# Māya Sakamoto
Pour les articles homonymes, voir Sakamoto.
Māya (ou Maaya) Sakamoto (坂本 真綾, Sakamoto Māya, née le 31 mars 1980 à Tokyo) est une seiyū (doubleuse) et chanteuse japonaise.

## Biographie
Elle rejoint un club de théâtre à l'âge de 8 ans, et double des films américains au Japon, dont entre autres  Flora dans La Leçon de piano, et Lex dans Jurassic Park. En 1996 elle prête sa voix à Hitomi Kanzaki, personnage principal de la série animée Vision d'Escaflowne. Elle est choisie par la compositrice Yōko Kanno pour chanter plusieurs chansons pour cette série, dont le générique d'ouverture « Yakusoku wa Iranai » et la chanson de fin « Yubiwa » du film.
Elle a ensuite régulièrement travaillé avec Yōko Kanno et a obtenu des rôles de doublage et de chanteuse sur d'autres animes tels qu'entre autres : Les Chroniques de la guerre de Lodoss, Wolf's Rain, Kanon, RahXephon, Gundam Seed Destiny, .hack//SIGN, Tsubasa Reservoir Chronicles, Soul Eater, où elle prête sa voix à Crona, Black Butler (Kuroshitsuji) dans lequel elle tient le rôle de Ciel Phantomhive, le héros de l'histoire, ou Ouran High School Host Club dans lequel elle prête sa voix à Haruhi Fujioka, le personnage principal. Elle a aussi interprété des voix dans des jeux vidéo comme Panzer Dragoon Saga, Kingdom Hearts, et Napple Tale.
Elle a également prêté sa voix à Padmé Amidala pour le doublage japonais de Star Wars épisodes I, II, et III, à Kate Brewster dans Terminator III, à Max dans la série télévisée Dark Angel et  à Arty dans De Blob : De Film.
Elle joue aussi le rôle d'Éponine dans la version japonaise de la comédie musicale Les Misérables.
En tant que chanteuse, Māya Sakamoto a sorti cinq albums solo, un mini-album, un grand nombre de singles et deux compilations. En décembre 2003, elle a sorti son quatrième album, Shōnen Alice, et un DVD d'un court métrage du réalisateur de Mizu no onna appelé 03 CROSS. Maaya n'écrit elle-même que de temps en temps les paroles de ses chansons. Ses collaborateurs les plus courants sont Yuho Iwasato pour les chansons japonaises et Tim Jensen pour celles en anglais. Le nouveau fan-club de Maaya, Idling Stop, a ouvert en 2004. Elle a travaillé avec Yōko Kanno jusqu'à la sortie de son cinquième album, sorti en octobre 2005, qui ne contenait pas de chanson de la compositrice.
Elle prête également sa voix au personnage de Lightning dans la version japonaise du jeu Final Fantasy XIII.

## Vie privée
Elle est mariée à Ken'ichi Suzumura depuis 2011,.

## Discographie

### Albums
1. Grapefruit (グレープフルーツ?) (23 avril 1997)
2. Dive (14 décembre 1998)
3. Lucy (28 mars 2001)
4. Shōnen Alice (少年アリス?) (10 décembre 2003)
5. Yūnagi Loop (夕凪LOOP?) (26 octobre 2005)
6. Kazeyomi (かぜよみ?) (14 janvier 2009)
7. You Can't Catch Me (12 janvier 2011)
8. Singer-Songwriter (27 mars 2013)
9. Follow Me Up (30 septembre 2015)
10. Million Clouds (27 juillet 2016)

Mini-albums
1. Easy Listening (イージーリスニング?) (8 août 2001)
2. 30Minutes Night Flight (21 mars 2007)
3. Driving in the Silence (9 novembre 2011)

Compilations
1. Single Collection+ Hotchpotch (シングルコレクション＋ハチポチ?) (16 décembre 1999)
2. Single Collection+ Nikopachi (シングルコレクション＋ニコパチ?) (30 juillet 2003)
3. Everywhere (31 mars 2010)
4. Single Collection+ Mitsubachi (シングルコレクション+ミツバチ?) (14 novembre 2012)

Album Live
1. Live 2013 "Roots of SSW" (5 février 2014)

Concept Albums
1. 23ji no Ongaku (23時の音楽?) (22 mai 2002)
2. "Chizu to Tegami to Koi no Uta" Yori - Haru (「地図と手紙と恋のうた」 より-春?) (21 mars 2007)

Album Tribute
1. Request (22 avril 2015)

### Singles
1. Yakusoku wa Iranai (約束はいらない?) (24 avril 1996)
2. Bokura no Rekishi (ボクらの歴史?) (21 mars 1997)
3. Gift (22 septembre 1997)
4. Kiseki no Umi (奇跡の海?) (22 avril 1998)
5. Hashiru (走る?) (21 novembre 1998)
6. Platinum (プラチナ?) (21 octobre 1999)
7. Yubiwa (指輪?) (21 juin 2000)
8. Shippo no Uta (しっぽのうた?) (23 août 2000)
9. Mameshiba (マメシバ?) (16 décembre 2000)
10. Hemisphere (ヘミソフィア?) (21 février 2002)
11. Gravity (21 février 2003)
12. Tune the Rainbow (2 avril 2003)
13. Loop (ループ?) (11 mai 2005) (Tsubasa Chronicle)
14. Kazemachi Jet / Spica (風待ちジェット / スピカ?) (14 juin 2006) (Tsubasa Reservoir Chronicle)
15. Saigo no Kajitsu / Mitsubachi to Kagakusha (さいごの果実 / ミツバチと科学者?) (21 novembre 2007)
16. Triangler (トライアングラー?) (23 avril 2008)
17. Ame ga Furu (雨が降る?) (29 octobre 2008)
18. Magic Number (マジックナンバー?) (11 novembre 2009) (Kobato)
19. Down Town / Yasashisa ni Tsutsumareta Nara (DOWN TOWN / やさしさに包まれたなら?) (20 octobre 2010)
20. Buddy (19 octobre 2011)
21. Okaerinasai (おかえりなさい?) (26 octobre 2011)
22. More Than Words (モアザンワーズ?) (25 juillet 2012)
23. Hajimari no Umi (はじまりの海?) (31 juillet 2013)
24. Saved / Be mine! (5 février 2014)
25. Replica (レプリカ?) (20 août 2014)
26. Shiawase ni Tsuite Watashi ga Shitteiru 5-tsu no Houhou / Shikisai (幸せについて私が知っている5つの方法/色彩?) (28 janvier 2015)

Singles Digitals
1. Utsukushii Hito (美しい人?) (12 juin 2010) (Single Digital)
2. Secrear (セクレアール?) (30 octobre 2013) (Single Digital)
3. Kore Kara (これから?) (1er avril 2015) (Single Digital)

Single en collaboration
1. Anata wo Tamotsu Mono / Mada Ugoku (あなたを保つもの / まだうごく?) (Māya Sakamoto & Cornelius) (17 juin 2015)

## Filmographie

### Doublage

#### Série anime
- Made in Abyss - Lisa l'exterminatrice, le Seigneur de la Destruction
- .hack//Legend of the Twilight - Aura
- .hack//SIGN - Aura
- Arakawa Under the Bridge - Nino
- Arakawa Under the Bridge x Bridge - Nino
- Bakemonogatari - Shinobu Oshino (Kiss-Shot Acerola-Orion Heart-Under-Blade)
- Bamboo Blade - Rin Suzuki
- Barom One - Noriko Kido
- Binbō shimai monogatari - Kyō Yamada
- Birdy the Mighty Decode - Sayaka Nakasugi
- Black Jack - Yuko Mizuhashi
- Blade - Makoto
- Canaan - Alphard
- Carole & Tuesday - Crystal
- Cobra - Secret
- Cowboy Bebop - Stella
- Death Note - Kiyomi Takada
- D.Gray-man - Lou Fa
- Demon Slayer: Kimetsu no Yaiba - Tamayo
- Du mouvement de la Terre - Rafal
- El Hazard - Qawoor Towles
- Fantastic Children - Mel
- Fate/Apocrypha - Ruler (Jeanne d'Arc)
- Fate/Grand Order Absolute Demonic Front:Babylonia  - Da Vinci
- Fire Force - Shō Kusakabe
- Fruits Basket (2019) - Akito Soma
- Gakkou no Kaidan (en) - Miyuki Watanabe
- Geneshaft - Beatrice Ratio
- Ghost in the Shell: Stand Alone Complex - Motoko Kusanagi (jeune)
- Ghost in the Shell: S.A.C. 2nd GIG - Motoko Kusanagi (jeune)
- Gunslinger Girl -Il Teatrino- - Elizaveta
- Heat Guy J - Hime
- Kanon - Mishio Amano
- King of Bandit Jing - Mimosa
- Kara no Kyōkai - Shiki Ryougi
- Kokoro Library - June, Shuri
- Black Butler (Kuroshitsuji) - Ciel Phantomhive
- L'Habitant de l'infini - Machi
- Macross Frontier - Mei Ranshe
- Medabots - Karin
- Mizuiro Jidai - Natsumi Kugayama
- Mobile Suit Gundam SEED Destiny - Lunamaria Hawke, Mayu Asuka
- Magi - Scheherazade
- Mushishi - Amane
- Naruto - Matsuri
- Naruto Shippūden - Matsuri
- Nightwalker: The Midnight Detective - Riho Yamazaki
- Omishi Magical Theater: Risky Safety - Moe Katsuragi
- Ouran High School Host Club - Haruhi Fujioka
- Petite Princess Yucie - Aries
- Psycho-Pass - Rikako Oryo
- RahXephon - Reika Mishima
- Record of Lodoss War: Chronicles of the Heroic Knight - Leaf
- Star Driver - Sarina Endō
- Star Wars: The Clone Wars - Padmé Amidala
- Soul Eater - Crona
- Takane no Jitensha (en) - Takane
- Tiger & Bunny - Tomoe Kaburagi
- Tsubasa Reservoir Chronicle - Princess Tomoyo
- Vision d'Escaflowne - Hitomi Kanzaki
- Wolf's Rain - Cheza
- The Tatami Galaxy - Akashi
- Tokyo Ghoul - Eto, Sen Takatsuki

#### OAV
- .hack//Sign - Aura
- .hack//GIFT - Aura, Molti
- Diebuster - Lal'C
- El Hazard - The Magnificent World - Qawoor Towles
- Ghost in the Shell: Arise - Motoko Kusanagi
- Hellsing Ultimate - Rip van Winkle
- Kenomoto no Chat - Chacha Kenomoto
- Kita e. Pure Session - Tanya Lipinsky
- Little Twins -  Chifuru
- Mobile Suit Gundam Seed Destiny Final Plus: The Chosen Future - Lunamaria Hawke
- Mobile Suit Gundam Seed Destiny Special Edition - Lunamaria Hawke
- Nasu: A Migratory Bird with Suitcase - Hikaru Toyoki
- Saint Seiya: The Hades Chapter – Elysion - Pandora
- Saint Seiya: The Hades Chapter – Inferno  - Pandora
- Saint Seiya: The Hades Chapter – Sanctuary - Pandora
- Saint Seiya: The Lost Canvas - Previous Generation of Athena
- Shin Kyūseishu Densetsu Hokuto no Ken: Toki-den - Lin
- Tsubasa Shunraiki - Princess Tomoyo

#### Films d'animation
- Albator, Corsaire de l'Espace (宇宙海賊キャプテンハーロック) - Nami

## Sources
1. ↑  (ja) 坂本真綾より皆様へご報告
2. ↑  (ja) 坂本真綾と鈴村健一が結婚